# Gornje Prilišće
Gornje Prilišće is een plaats in de gemeente Netretić in de Kroatische provincie Karlovac. De plaats telt 30 inwoners (2001).